# 16711 Ka-Dar
16711 Ka-Dar este un asteroid din centura principală de asteroizi.

## Descriere
16711 Ka-Dar este un asteroid din centura principală de asteroizi. A fost descoperit pe 26 septembrie 1995 la Zelenchukskaya Station de Timur V. Kryachko. Asteroidul prezintă o orbită caracterizată de o semiaxă mare de 3,18 ua, o excentricitate de 0,18 și o înclinație de 2,8° în raport cu ecliptica.